# Thanongsay Rammangkoun
Thanongsay Rammangkoun (laotisch ທະນົງໄຊ ຣາມມະນີຄູນ, * 12. April 2003 in Vientiane) ist ein laotischer Fußballspieler.

## Karriere

### Verein
Thanongsay Rammangkoun stand bis Ende 2022 beim Muanghat United FC unter Vertrag. 2023 wechselte er zum Erstligisten Namtha United FC. Für den Verein aus Luang Namtha bestritt er bis Ende Juli 2023 zwölf Erstligaspiele. Am 30. Juli 2023 unterschrieb er in der Hauptstadt Vientiane einen Vertrag beim ebenfalls in der ersten Liga spielenden Young Elephants FC. Am Ende der Saison 2023 feierte er mit dem Verein die laotische Meisterschaft. 

### Nationalmannschaft
Thanongsay Rammangkoun gab am 22. März 2023 sein Debüt in der laotischen Nationalmannschaft. Hier kam er in einem Freundschaftsspiel gegen Nepal zum Einsatz. Bei der 2:0-Niederlage wurde er in der 72. Minute für Michael Vang eingewechselt.

## Erfolge
Young Elephants FC
- Laotischer Meister: 2023